# تريفور كوكر
تريفور كوكر (بالإنجليزية: Trevor Coker)‏ هو مجدف نيوزيلندي، ولد في 1 أكتوبر 1949 في وانجانوي في نيوزيلندا، وتوفي بنفس المكان في 23 أغسطس 1981.

## وصلات خارجية
- تريفور كوكر على موقع الاتحاد الدولي للتجديف (الإنجليزية)
- تريفور كوكر على موقع اللجنة الأولمبية الدولية (الإنجليزية)
- تريفور كوكر على موقع أوليمبيديا (الإنجليزية)
- تريفور كوكر على موقع اللجنة الأولمبية النيوزيلندية (الإنجليزية)